# Chicago XXV: The Christmas Album
Chicago XXV: The Christmas Album je devetnajsti studijski album chichaške rock zasedbe Chicago, ki je izšel leta 1998 pri njihovi založbi Chicago Records. Gre za album božičnih skladb, ki je leta 2003 skupaj s šestimi novimi skladbami ponovno izšel pri založbi Rhino Records pod imenom What's It Gonna Be, Santa?.
Album, ki ga je produciral Roy Bittan, sestavljajo pa ga interpretacije znanih božičnih pesmi ter ena avtorska pesem, je bil dobro sprejet v javnosti. Dosegel je 47. mesto ameriške lestvice Billboard 200 in zlat certifikat, na lestvici pa je ostal sedem tednov. Ko je skupina leta 2002 sklenila dolgoletno partnerstvo z založbo Rhino Records, je ta še istega leta ponovno izdala album. Kasneje je prišlo do odločitve, da bo skupina s producentom Philom Ramoneom, ki je s skupino sodeloval pri projektih Hot Streets in Chicago 13, posnela šest dodatnih božičnih skladb in jih skupaj s tem albumom izdala v novi podobi in naslovom What's It Gonna Be, Santa?. Kasneje je v javnost prišla novica, da je skupina sprva nameravala posneti cel nov album prazničnih pesmi, vendar se je iz finančnih razlogov odločila drugače.
Kitarist Keith Howland je glavni vokal prvič prispeval pri skladbi »Jolly Old Saint Nicholas«. Album je dosegel 102. mesto lestvice Billboard 200, na lestvici pa je ostal pet tednov.

## Seznam skladb

### Chicago XXV: The Christmas Album
| Št. | Naslov                                   | Pisec                                       | Vokal                      | Dolžina |
| --- | ---------------------------------------- | ------------------------------------------- | -------------------------- | ------- |
| 1.  | „The Little Drummer Boy‟                 | Katherine Davis/Henry Onorati/Harry Simeone | Bill Champlin/Jason Scheff | 4:05    |
| 2.  | „God Rest Ye Merry Gentlemen‟            | traditional                                 | Scheff                     | 3:23    |
| 3.  | „Have Yourself a Merry Little Christmas‟ | Hugh Martin/Ralph Blane                     | Champlin in Scheff         | 4:02    |
| 4.  | „The Christmas Song‟                     | Mel Tormé/Robert Wells                      | Robert Lamm                | 3:39    |
| 5.  | „O Come All Ye Faithful‟                 | traditional                                 | Scheff                     | 4:46    |
| 6.  | „Child's Prayer‟                         | Lee Loughnane/John Durrill                  | Children's choir, Scheff   | 3:24    |
| 7.  | „Feliz Navidad‟                          | José Feliciano                              | Lamm                       | 4:17    |
| 8.  | „Santa Claus Is Coming to Town‟          | Fred Coots/Haven Gillespie                  | Champlin/Scheff            | 3:56    |
| 9.  | „Christmas Time Is Here‟                 | Lee Mendelson/Vince Guaraldi                | Lamm                       | 3:49    |
| 10. | „Let It Snow! Let It Snow! Let It Snow!‟ | Sammy Cahn/Jule Styne                       | Lee Loughnane              | 3:29    |
| 11. | „What Child Is This?‟                    | traditional/William Chatterton Dix          | Scheff/Champlin            | 4:41    |
| 12. | „White Christmas‟                        | Irving Berlin                               | Lamm                       | 2:28    |
| 13. | „Silent Night‟                           | Franz Xaver Gruber/Joseph Mohr              | Scheff                     | 3:18    |
| 14. | „One Little Candle‟                      | Mysels/Roach                                | Children's choir           | 1:26    |

### What's It Gonna Be, Santa?
Nove skladbe so zapisane poševno.
| Št. | Naslov                                   | Pisec                          | Vokal                          | Dolžina |
| --- | ---------------------------------------- | ------------------------------ | ------------------------------ | ------- |
| 1.  | „Winter Wonderland‟                      | Felix Bernard/Dick Smith       | Lamm                           | 4:19    |
| 2.  | „Let It Snow! Let It Snow! Let It Snow!‟ | Cahn/Styne                     | Loughnane                      | 3:29    |
| 3.  | „Jolly Old Saint Nicholas‟               | Benjamin Hanby                 | Keith Howland                  | 3:35    |
| 4.  | „The Little Drummer Boy‟                 | Davis/Onorati/Simeone          | Champlin in Scheff             | 3:29    |
| 5.  | „This Christmas‟                         | Donny Hathaway/Nadine McKinnor | Scheff                         | 4:03    |
| 6.  | „Feliz Navidad‟                          | Feliciano                      | Lamm                           | 4:17    |
| 7.  | „Bethlehem‟                              | Bill Champlin/Tamara Champlin  | Scheff, Champlin               | 4:07    |
| 8.  | „The Christmas Song‟                     | Tormé/Wells                    | Lamm                           | 3:39    |
| 9.  | „O Come All Ye Faithful‟                 | traditional                    | Scheff                         | 4:46    |
| 10. | „Rudolph the Red-Nosed Reindeer‟         | Johnny Marks                   | Champlin                       | 3:44    |
| 11. | „Have Yourself a Merry Little Christmas‟ | Martin/Blane                   | Champlin in Scheff             | 4:02    |
| 12. | „Sleigh Ride‟                            | Leroy Anderson/Mitchell Parish | Lamm/Champlin/Scheff/Loughnane | 3:55    |
| 13. | „Silent Night‟                           | Gruber/Mohr                    | Scheff                         | 3:18    |
| 14. | „What Child Is This?‟                    | traditional/Chatterton Dix     | Scheff/Champlin                | 4:41    |
| 15. | „Christmas Time Is Here‟                 | Mendelson/Guaraldi             | Lamm                           | 3:49    |
| 16. | „God Rest Ye Merry Gentlemen‟            | traditional                    | Scheff                         | 3:23    |
| 17. | „Santa Claus Is Coming to Town‟          | Coots/Gillespie                | Champlin/Scheff                | 3:56    |
| 18. | „Child's Prayer‟                         | Loughnane/Durrill              | Children's choir, Scheff       | 3:24    |
| 19. | „One Little Candle‟                      | Mysels/Roach                   | Children's choir               | 1:26    |
| 20. | „White Christmas‟                        | Berlin                         | Lamm                           | 2:28    |

## Osebje

### Chicago
- Bill Champlin – orgle, klaviature, akustični klavir, akustična kitara, sintetizator, kitare, električni klavir, programiranje, basosvski sintetizator, solo vokal, spremljevalni vokal, aranžmaji, BGV aranžma pri »Jolly Old Saint Nicholas«
- Keith Howland – kitare, klaviature, solo vokal, spremljevalni vokal, aranžmaji, BGV aranžma pri »Jolly Old Saint Nicholas«
- Tris Imboden – bobni
- Robert Lamm – akustični klavir, vibrafon, električni klavir, clavinet, solo vokal, spremljevalni vokal, aranžmaji, trobilni aranžmaji
- Lee Loughnane – trobenta, krilnica, piccolo trobenta, solo vokal, spremljevalni vokal, aranžmaji, trobilni aranžmaji, BGV aranžma pri »Child's Prayer«
- James Pankow – trombon, klaviature, trobilni aranžmaji, BGV aranžma pri »One Little Candle«
- Walter Parazaider – altovski saksofon, tenorski saksofon, flavte
- Jason Scheff – bas kitara, električni kontrabas, fretless bas, klaviature, programiranje, solo vokal, spremljevalni vokal, aranžmaji, BGV aranžmaji

### Dodatni glasbeniki
- Roy Bittan – orgle, akustični klavir, harmonika, klaviature, zvonovi
- Luis Conte – tolkala
- John Durill – klaviature, dodatni aranžmaji pri »Child's Prayer«
- Tim Pierce – kitare, akustične kitare
- George Black – programiranje
- Larry Klimas – baritonski saksofon
- Nick Lane – dodatni aranžmaji pri »Winter Wonderland«
- Carmen Twillie – spremljevalni vokal pri »Feliz Navidad«, »Have Yourself a Merry Little Christmas« in »White Christmas«; dirigentka zbora pri »The Little Drummer Boy«
- Odrasli pevski zbor pri »The Little Drummer Boy« – Alex Brown, Tamara Champlin, Alvin Chea, Gia Ciambotti, H.K. Dorsey, Gary Falcone, Edie Lehmann Boddicker, Bobbie Page, Oren Waters, Maxine Waters-Willard in Mona Lisa Young
- Ryan Kelly – dirigent otroškega zbora
- Otroški zbor pri »Child's Prayer« in »One Little Candle« – Amity Addris, Michael Amezcua, Alex Bittan, Ryan Bittan, Clark Gable, Kayley Gable, Kate Lamm, Sean Lamm, Dylan Loughnane, River Loughnane, Sarah Pankow, Brittany Scott in Jade Thacker

## Produkcija
Chicago XXV
- Producent: Roy Bittan
- Inženiring, miks: Ed Thacker
- Asistenca: Posie Muliadi in Eric Ferguson
- Koordinacija produkcije: Valerie Pack

What's It Gonna Be, Santa?
- Producent: Phil Ramone
- Inženiring, miks: Ed Thacker
- Dodatna produkcija: Chicago in David McLees
- Nadzor zvoka: Lee Loughnane in Jeff Magid
- Remastering: David Donnelly
- Menedžer produkcije: Mike Engstrom
- Diskografična anotacija: Gary Peterson
- Dodatni nadzor: Cory Frye